# Panchito Alba
Alfonso D. Tagle, Sr.' (25 de febrero de 1925 † mes de diciembre de 1995, Manila), conocido artísticamente como Panchito Alba. Fue un actor de cine filipino de premios FAMAS, que apareció casi exclusivamente einterpretando a personajes de comedia. Fue conocido como "Panchito Alba" o simplemente "Panchito". Conocido por su aspecto moreno y una gran nariz prominente, que fue a menudo objeto de burlas. Panchito aparecía con frecuencia como contraste cómico del comediante Dolphy, donde los dos eran los mejores amigos en la vida real.

## Biografía
Panchito nació en Paco, Manila. Su madre, fue Etang Discher, quien se convirtió en una destacada actriz de cine a partir de la década de 1940, a menudo en los diferentes personajes de villano. Uno de sus hermanos, Emil, también se convirtió en actor de cine. Estaba casado y tenía hijos.
La carrera de Panchito en el mundo del espectáculo comenzó en 1942 cuando se unió a un grupo llamado "recorrido del Show" que actuó en varios teatros. Tras la ocupación de los japoneses en Manila, el entonces tenía 14 años de edad y Dolphy también fue un miembro de la compañía, comenzando así una vida larga.

## Filmografía
- Father en Son (1995)
- Home sic Home (1995)
- Alyas Batman en Robin (1993) .... Paenguin
- Sam & Miguel (Your basura, no problema) (1993) (as Panchito Alba) .... Tomas
- Rocky Plus V (1991)
- Ali in Wonderland (1991)
- Goosebuster (1991)
- Espadang patpat (1990)
- Samson & Goliath (1990)
- Og Must Be Crazy (1990) .... Temyong
- Ganda babae, gandang lalake (1990)
- Crocodile Jones: The Son of Indiana Dundee (1990)
- Small, Medium en Large (1990) .... Ma El
- Twist: Ako si ikaw, ikaw si ako (1990)
- Hotdog (1990)
- Starzan III: The Jungle Triangle (1989)
- My Darling Domestic (The Greytest Iskeyp) (1989)
- Romeo Loves Juliet... But Their Families Hate Each Other! (1989)
- Gawa na ang balang para sa akin (1989)
- SuperMouse and the Roborats (1989)
- Elvis and James, the Living Legends! (1989)
- Aso't pusa (1989)
- Starzan 2: The Adventure Continues (1989)
- Bote, dyaryo, garapa (1989)
- Long Ranger & Tonton: Shooting Stars of the West (1989) .... General Alfonso Gutiérrez
- Da Best in da West (1989) .... Inkong Gaspar
- Balbakwa: The Invisible Man (1989)
- Bondying: The Little Big Boy (1989)
- Starzan: Shouting Star of the Jungle (1989)
- Bagwis (1989)
- Si Malakas at si Maganda (1989) (as Panchito Alba) .... Ka Ponso
- Jack and Jill sa Amerika (1988)
- Smith & Wesson (1988)
- Sheman: Mistress of the Universe (1988) .... Tio Paeng
- Enteng, the Dragon (1988)
- Bakit kinagat ni Adan ang mansanas ni Eba (1988)
- Jack and Jill (1987)
- Binibining Tsuperman (1987)
- Ano ka hilo? (1986)
- Isang platitong mani (1986) .... Nanding
- No Return, No Exchange (1986)
- I won, I won (Ang s'werte nga naman) (1986) .... Procapio
- The Crazy Professor (1985)
- Momooo (1985)
- Goatbuster (1985)
- Isang kumot, tatlong unan (1985) .... Ponso
- Kalabog en Bosyo Strike Again (1985) .... Bosyo
- Charot (1984)
- Sekreta ini (1984)
- Nang maghalo ang balat sa tinalupan (1984)
- Goodah (1984)
- Mga Alagad ng kuwadradong mesa (1983)
- My Juan en only (1982)
- Nang umibig ang gurang (1982)
- Dolphy's Angels (1980) (as Panchito Alba) .... Lietenant Gapos
- Superhand (1980)
- Darna at Ding (1980)
- The Quick Brown Fox (1980)
- Max & Jess (1979) .... Jess
- Dancing Master (1979)
- Kuwatog (1979)
- Jack N Jill of the Third Kind (1979)
- Bugoy (1979)
- Binata ang daddy ko (1977)
- Silang mga mukhang pera (1977) (as Panchito Alba)
- Like father, like son: Kung ano ang puno siya ang bunga (1975)
- My Funny Valentine (1974) .... Joaquin
- Huli huli 'Yan (1974)
- Ang Mahiwagang daigdig ni Pedro Penduko (1973) (as Panchito Alba)
- Hiwaga ng Ibong Adarna, Ang (1972)
- Pacifica Falaypay (1969)
- Dakilang tanga (1968)
- Good morning titser (1968)
- Kaming taga bundok (1968)
- Kaming taga ilog (1968)
- King and Queen for a Day (1963)
- Tansan vs. Tarsan (1963)
- Lab na lab kita (1962)
- Si Lucio at si Miguel (1962)
- Tansan the Mighty (1962)
- Hami-hanimun (1961)
- Kandidatong pulpol (1961)
- Operatang sampay bakod (1961)
- Beatnik (1960)
- Dobol trobol (1960)
- Isinumpa (1959)
- Pakiusap (1959)
- Pulot gata (1958)
- Silveria (1958)
- Tawag ng tanghalan (1958)
- Colegiala (1957)
- Diyosa (1957)
- Lupang kayumanggi (1956) (as Panchito Alba)
- Mariposa (1955)
- Sa dulo ng landas (1955)
- Waldas (1955)
- Anak sa panalangin (1954)
- Aristokrata (1954)
- Menor de edad (1954)
- Reyna bandida (1953)
- D' Godson (1953)
- Fefita Fofongay (Viuda de Falayfay) (1953)
- Love Pinoy Style (1953)
- Son of Fung Ku (1953) .... Gordon

## TV shows
- Buhay artista (1964) TV Series